# Fackliga rättigheter
Fackliga rättigheter avser en samling rättigheter för arbetstagare och fackföreningar, såsom rätten att tillhöra en fackförening (föreningsrätt) eller vara förtroendevald utan att diskrimineras eller riskera avsked, strejkrätt (i Sverige grundlagsfäst) och rätt till andra konfliktåtgärder (övertidsblockad, nyanställningsblockad mm) inklusive sympatiåtgärder (förbjudna i exempelvis Storbritannien och USA). I många länder kränks de fackliga rättigheterna genom exempelvis förbud mot facklig organisering, våld och hot mot fackligt aktiva med mera. 